# Jermaine Jones
Jermaine Jones (Frankfurt am Main, 3 november 1981) is een Duits-Amerikaans betaald voetballer die bij voorkeur uitkomt als middenvelder. Hij verruilde in januari 2017 Colorado Rapids voor LA Galaxy. Jones debuteerde in 2010 in het Amerikaans voetbalelftal.

## Clubcarrière
Jones liep in de voorbereiding op het seizoen 2009/10 een haarscheurtje in zijn linkerscheenbeen op en moest daaraan worden geopereerd. Geschat werd dat hij drie maanden van de competitie zou moeten missen. Doordat het herstel niet verliep zoals werd verwacht, miste hij heel het seizoen. In januari 2011 wordt hij verhuurd aan Blackburn Rovers. Op 30 januari 2014 tekende hij bij het Turkse Beşiktaş. Daar maakte hij op 28 februari 2014 tegen Antalyaspor zijn debuut.
Hij tekende in augustus 2014 een contract bij New England Revolution. Dat lijfde hem transfervrij in na het aflopen van zijn verbintenis bij Beşiktaş. Daar maakte hij op 30 augustus 2014 tegen Toronto FC zijn debuut. Zijn eerste doelpunt voor de club maakte hij op 26 september 2014 tegen Sporting Kansas City. Van de tien wedstrijden waarin Jones meedeed, won New England er acht. Één keer werd er gelijkgespeeld en één keer verloren. New England stroomde door naar de finale van de MLS Cup, waar het uiteindelijk met 2-1 verloor van Los Angeles Galaxy. In 2016 speelde hij voor Colorado Rapids en in 2017 komt hij uit voor LA Galaxy.

## Interlandcarrière
Jones debuteerde op 6 februari 2008 tegen Oostenrijk in het Duits voetbalelftal, maar in oktober 2009 gaf de FIFA hem toestemming uit te gaan komen voor de Amerikaanse nationale ploeg. Dit kon doordat hij voor Duitsland enkel jeugd- en vriendschappelijke interlands speelde en de FIFA vier maanden eerder de leeftijdsgrens van 21 jaar voor het verwisselen van land schrapte.

## Clubstatistieken
| Seizoen  | Club                         | Competitie          | Duels | Goals |
| -------- | ---------------------------- | ------------------- | ----- | ----- |
| 2000-'01 | Eintracht Frankfurt          | Bundesliga          | 2     | 0     |
| 2001-'02 | Eintracht Frankfurt          | 2. Bundesliga       | 22    | 1     |
| 2002-'03 | Eintracht Frankfurt          | 2. Bundesliga       | 17    | 6     |
| 2003-'04 | Eintracht Frankfurt          | Bundesliga          | 5     | 0     |
| 2004-'05 | Bayer 04 Leverkusen          | Bundesliga          | 5     | 0     |
| 2004-'05 | → Eintracht Frankfurt (huur) | 2. Bundesliga       | 14    | 3     |
| 2005-'06 | Eintracht Frankfurt          | Bundesliga          | 20    | 2     |
| 2006-'07 | Eintracht Frankfurt          | Bundesliga          | 4     | 0     |
| 2007-'08 | FC Schalke 04                | Bundesliga          | 30    | 1     |
| 2008-'09 | FC Schalke 04                | Bundesliga          | 30    | 3     |
| 2009-'10 | FC Schalke 04                | Bundesliga          | 0     | 0     |
| 2010-'11 | FC Schalke 04                | Bundesliga          | 10    | 1     |
| 2010-'11 | → Blackburn Rovers (huur)    | Premier League      | 15    | 0     |
| 2011-'12 | Schalke 04                   | Bundesliga          | 20    | 0     |
| 2012-'13 | Schalke 04                   | Bundesliga          | 25    | 1     |
| 2013-'14 | Schalke 04                   | Bundesliga          | 14    | 1     |
| 2013-'14 | Beşiktaş                     | Süper Lig           | 10    | 0     |
| 2014     | New England Revolution       | Major League Soccer | 10    | 2     |
| 2015     | New England Revolution       | Major League Soccer | 18    | 0     |
| 2016     | Colorado Rapids              | Major League Soccer | 9     | 3     |
| 2017     | LA Galaxy                    | Major League Soccer |       |       |